# Capparis orientalis
Capparis orientalis là một loài thực vật có hoa trong họ Capparaceae. Loài này được Veill. mô tả khoa học đầu tiên năm 1801.